# La chica enmascarada
La chica enmascarada (en hangul, 마스크걸; romanización revisada del coreano: Maseukeugeol) es una serie de televisión web surcoreana dirigida por Kim Young-hoon y protagonizada por  Go Hyun-jung, Ahn Jae-hong, Yeom Hye-ran y Nana. Su emisión está programada para el 18 de agosto de 2023 en la plataforma Netflix.

## Sinopsis
Kim Mo-mi soñaba cuando era más joven con ser una celebridad, pero ahora es una oficinista que arrastra un complejo sobre su apariencia. Sin embargo, se hace famosa trabajando por las noches en una transmisión por Internet, donde se presenta con la cara cubierta por una máscara. Un día, un incidente inesperado cambia su vida.
La historia está estructurada en siete episodios, cada uno de ellos titulado con el nombre de un personaje diferente que se convierte en el protagonista del mismo.

## Reparto

### Kim Mo-mi
- Lee Han-byul como Kim Mo-mi, una joven que siempre ha amado cantar y bailar en público; tiene un cuerpo perfecto pero la fealdad de su rostro le ha impedido dedicarse al espectáculo, y ha acabado trabajando en una empresa de seguros. Sin embargo, después del trabajo se transforma exhibiéndose por un canal de internet con una máscara (ep. 1-3).[4][5][6]
- Nana como Kim Mo-mi tras la cirugía estética, trabajadora en un club nocturno (ep. 4-6).[7][8][9]
- Ko Hyun-jung como Kim Mo-mi en su mediana edad, que cumple condena por homicidio (ep. 6-7).[10][11]

### Familia de Mo-mi
- Moon Sook como Shin Young-hee, la madre de Mo-mi, con quien sus relación nunca fue fácil.[12]
- Shin Ye-seo como Kim Mi-mo, la hija adolescente de Mo-mi, criada por su abuela.

### Gente de la compañía de seguros
- Ahn Jae-hong como Joo Oh-nam, un compañero de trabajo, solitario y menospreciado, que sigue por internet a la chica enmascarada, y logra identificarla en Mo-mi.[6][10][13]
- Choi Daniel como Park Ki-hoon, jefe de equipo en la empresa para la que trabaja Mo-mi, la cual se siente atraída por él.[14]
- Park Jeong-hwa como Lee Ah-reum, nueva compañera de trabajo de Mo-mi que se gana las simpatías de sus superiores.[15][16][17]
- Kim Ga-hee como Yoo Sang-soon, compañera de trabajo de Mo-mi y su única amiga en la empresa.[18]

### Cárcel de Heesung
- Lee Soo-mi como Ahn Eun-sook, el verdadero poder en la cárcel de Heesung, donde Mo-mi está encarcelada.[19][20]
- Lee Sun-hee como Oh Ae-ja, directora de la cárcel de Heesung.[21]

### Otros
- Yeom Hye-ran como Kim Kyung-ja, la madre de Oh-nam, que sale en su busca cuando desaparece.[6][10]
- Han Jae-yi como Kim Choon-ae, que trabaja en el club nocturno 37,5, donde se exhibe también Mo-mi.[18][22]
- Park Geun-rok como Lee Joon-mo, un seguidor por internet de Mo-mi que se hace llamar Handsome Monk.
- Kim Hyun-mok, un admirador de Mo-mi, que la busca tenazmente y colabora con Kyung-ja.
- Kim Min-seo como Kim Ye-choon, la mejor amiga de Mi-mo.[23]
- Yoon Sa-bong como la madre de Ye-choon.[23][24]
- Heo Dong-won como el detective Choi.
- Jang Won-young como el gerente Kim.[25]

### Apariciones especiales
- Lee Jun-young como Choi Boo-yong, cantante de una banda musical que se había aprovechado de Choon-ae, y ella, en venganza, arruina su carrera pero después lo acoge en su casa.[26]

## Producción
La serie está basada en un webtoon, Mask Girl, de Mae Mi, serializado entre 2015 y 2018, y que se hizo popular por su trama novedosa y atractiva. Hay algunas diferencias entre el webtoon y la serie, como el trasfondo y los rangos de algunos personajes; en particular, el de Kim Chun-ae es muy diferente, así como su entorno y su relación con Mo-mi.
Es la primera serie que dirige Kim Yong-hoon, responsable de la premiada Nido de víboras (2020). Kim probó a asignar el papel de su personaje principal a una sola actriz, utilizando un maquillaje especial para  simular el efecto de antes y después de la cirugía, pero el intento no fue satisfactorio y acabó utilizando a tres actrices.
El rodaje se realizó entre febrero y octubre de 2022. El 20 de julio de 2023 la casa productora confirmó la fecha de emisión y publicó un cartel y un tráiler de la serie. El 16 de agosto se presentó la producción en una conferencia de prensa en el hotel JW Marriott Dongdaemun Square Seoul de Jongno-gu (Seúl), con la participación del director y las tres actrices que interpretan a Kim Mo-mi, Ahn Jae-hong y otros componentes del reparto.

## Recepción
Según FlixPatrol, el 21 de agosto de 2023 la serie ocupó el quinto lugar en la clasificación mundial de visualizaciones en Netflix, y fue la primera en varios países asiáticos: Corea del Sur, Indonesia, Japón, Tailandia, Malasia, Taiwán y Vietnam.

### Crítica
Los espectadores que conocen el webtoon original concuerdan en la adherencia extraordinaria de la Mo-mi televisiva a su modelo en aquel, sobre todo por parte de Lee Han-byeol pero también de Nana y Go Hyun-jung; lo mismo sucede con los personajes de Oh-nam y su madre (Ahn Jae-hong y Yeom Hye-ran). SIn embargo, en la adaptación se han eliminado algunos detalles de la trama que hacen que, por ejemplo, no quede suficientemente explicado el hecho decisivo que provoca la primera caída al abismo de Mo-mi, que resulta demasiado repentina. También cambió la relación entre Chun-ae y Mo-mi respecto al original, y el hecho de pasar a ser solidarias reduce la tensión que había en aquel. Según Choi Ha-na (TV Daily), «el tono de la obra es completamente diferente a la original. Si esta retrata el día a día de Kim Mo-mi, quien poco a poco recorre el camino de la autodestrucción en un tono vivo y bizarro, la serie muestra la crónica de Kim Mo-mi en un tono más oscuro y lúgubre».
Jo Eun-byul (Sports Seoul) escribe que el tema principal de la serie es la supremacía de la apariencia, que es la base de los problemas tanto de Mo-mi como de Oh-nam. Aunque suaviza la representación de poder y de odio que muestra el webtoon, «la mirada incómoda sigue siendo la misma». Oh-nam «se presenta como un personaje con una fantasía sexual distorsionada debido a la educación de Kim Kyung-ja, una madre puritana obsesiva», que se dedica a perseguir obsesivamente al asesino de su hijo sin cuestionarse sobre las responsabilidades de este. También hay espacio para una presentación de la hipocresía de los creyentes cristianos que terminan hablando de adivinos, o que abusan de su poder en la cárcel. Por último, elogia el trabajo de Lee Han-byeol, Nana, Go Hyun-jung, Ahn Jae-hong y Yeom Hye-ran.